# James Rodríguez
James David Rodríguez Rubio (kiejtése: IPA: [ˈxames roˈðɾiɣes], Cúcuta, 1991. július 12. –) kolumbiai labdarúgó, a Club León játékosa.

## Pályafutása

### Klubcsapatai
2007-ben az Envigado FC csapatához került a kolumbiai másodosztályba, az együttes pedig a következő évben már az első osztályban játszott. Debütáló évében 8 meccsen jutott szóhoz, az első osztályban azonban már 22 alkalommal, ráadásul 9 gólt is szerzett.
2008-ban az argentin CA Banfield csapatához igazolt, ahol két szezon alatt 49 meccsen 9 gólt és 4 gólpasszt számlált. Az FC Porto itt figyelt fel az akkor 18 éves tehetségre, akit 5,1 millió euróért igazoltak le. Már az első évében megemelték fizetését, illetve a kezdeti 30 millió eurós kivásárlási árát 45 millió euróra tornászták fel. Tudhattak valamit, hiszen három remek év után (105 meccs, 32 gól, 21 gólpassz) pontosan ennyiért vitte el a Monaco, amivel nem csak a francia klub, de a bajnokság történetének addigi legdrágább igazolása is lett. A francia együtteshez 2018-ig írt alá, itt egy szezon alatt 38 mérkőzésen 10 gólt szerzett és 12 gólpasszt osztott ki.

#### Real Madrid
Rodríguez neve komolyabban először 2014 februárjában merült fel a Real Madrid kapcsán, akit az akkori pletykák alapján Ángel Di María helyére szemelt ki a királyi gárda. Ezután többen is megszólaltak a játékossal kapcsolatban, olyan legendák méltatták, mint Roberto Carlos vagy Ronaldo. A Marca szerint ráadásul a klub már 2007 óta figyelte a játékos fejlődését, akit akkoriban azonban túl fiatalnak tartottak, helyette igazolták le például Mesut Özilt. Később záporoztak a hírek: a Monaco 45 millióért vette, legalább ennyit kér érte, aztán az ár elindult felfelé: 55 millió euró, 75 millió euró, 85 millió euró… A játékos nem titkolta, hogy a Real Madridért dobog a szíve, nagy álma, hogy egyszer a habfehéreknél játszhasson, lényegében Florentino Pérezre bízta magát, bizonyos hírek szerint még a monacói fizetéséből is hajlandó lett volna engedni. A játékossal tehát nem volt nehéz megegyezni, a Monaco azonban keményebb falatnak bizonyult, hiszen nem akart engedni a 85 millió eurós árból, viszont Florentino Pérez végül ki tudott harcolni egy mindkét fél számára megfelelő megállapodást, ami a pletykák szerint 75 millió euró, opciókkal. A Real Madrid végül 2014. július 22-én, kora délután jelentette be az átigazolás tényét, az előzetes találgatások pedig arra mutatnak, hogy a játékos végül a Mesut Özil óta gazdátlanul álló 10-es mezt kapja meg, annak ellenére, hogy spanyol lapok nyár elején még Karim Benzema mezváltásával kapcsolatban emlegették ezt a szerelést. Rodríguez végül hat évre írt alá, évi nettó 7 millió eurós fizetésért.

#### Bayern München
Rodríguez 2017 nyarán kétéves kölcsönszerződést írt alá a Bayern München csapatához.
2018-ban a BL elődöntőben találkozott Rodríguez a Real Madriddal, a visszavágón gólt is szerzett, azonban (ideiglenes) csapata így is búcsúzott a tornától. A 2017/18-as idényben német bajnoki címet ünnepelhetett a bajorokkal.

#### Club León
2025. január 13-án a mexikói Club León szerződtette. 

### A válogatottban
2007-ben az U17-es kolumbiai válogatott tagja volt, csapatával második helyen végzett a dél-amerikai korosztályos csapatoknak rendezett tornán, amit három góllal zárt. Később az U17-es világbajnokságon is hozzásegítette csapatát, hogy továbbjussanak a csoportkörből, végül a későbbi győztes, Nigéria állította meg őket.
Az U20-as válogatottal 2011-ben szerepelt a Touloni Ifjúsági Tornán, ahol két góllal és három gólpasszal mutatkozott be. Rodríguezt a torna legjobbjának választották, a döntőben pedig tizenegyesekkel győzték le Franciaországot, ő értékesítette saját büntetőjét. Ugyanebben az évben az U20-as világbajnokságon is ott lehetett, ráadásul csapatkapitányként. Három gólpassza volt a tornán. Bár a negyeddöntőben kiesett a csapata, több európai klub is felfigyelt rá, többek között Alex Ferguson is méltatta.
A felnőtt csapatba 2011. szeptember 29-én hívták be először, október 11-én pedig játszott is Bolívia ellen, ahol azonnal a meccs emberének választották. Ő készítette elő a mérkőzés győztes gólját, később pedig a Mexikó elleni 2-0-s győzelem alkalmával is magára vállalta ezt a szerepet, mindkét találat előtt. Első gólját Peru ellen szerezte a válogatottban, azon a meccsen a győzelem egy helyes előrelépést jelentett Kolumbiának a vb-selejtező csoportban. Később Uruguay ellen két gólpasszt adott, Chile ellen hatalmas szabadrúgásgóllal villant meg, Paraguay ellen két gólt is ő készített elő, Brazília ellen pedig a döntetlent érő gól előtt ő adta a gólpasszt.
2013-ban a selejtezők második fordulójában Bolívia ellen őt választották a meccs emberének, a találkozó egyébként 5-0-ra végződött. Argentína ellen megsérült, emiatt kihagyta a Peru elleni mérkőzést. Visszatérésekor azonnal győztes gólt szerzett Ecuador ellen. Az utolsó, mindent eldöntő meccsen két tizenegyest is kiharcolt, amivel együttese végül 3-3-ra mentette a mérkőzést, így pedig Kolumbia válogatottja 16 év után ismét kijutott a világbajnokságra. A felkészülési meccseken még kiosztott néhány gólpasszt, gólokat szerzett, és többször is a meccs emberének választották.
A 2014-es világbajnokságot remekül kezdte. A nyitómeccsen rögtön gólt szerzett, illetve kettőt elő is készített, aminek köszönhetően a meccs emberének választották. A második mérkőzésen is gólt fejelt, a második, győztes találatot pedig előkészítette. Az utolsó csoportmeccsen csereként állt be, két gólpasszal és egy góllal koronázta meg a teljesítményét. A csoportkör végén a FIFA őt választotta a legjobb játékosnak.
Az egyenes kieséses szakaszban kétszer zörgette meg Uruguay hálóját, aminek köszönhetően csapata először jutott el negyeddöntőig a vb-k történetében. Ronaldo és Rivaldo óta ő volt az első olyan játékos, aki csapata első négy világbajnoki mérkőzésén gólt tudott szerezni. Az Uruguay elleni kapásgólját a világbajnokságok történetének egyik legszebb találataként emlegetik. A találkozón a meccs emberének választották, ami egyébként négy vb-mérkőzésből háromszor történt meg. Brazília ellen aztán megszerezte hatodik gólját a tornán, de csapata végül búcsúzni kényszerült. A közönség állva tapsolta, első világbajnokságán hat gólig és két gólpasszig jutott. A torna Aranylabdájára is nevezték, végül pedig hat góljának köszönhetően ő nyerte a vb Aranycipőjét. A FIFA Castrol Index alapján bekerült a statisztikai rendszer alapján összeállított álomcsapatba.

## Magánélet
Bár Cúcutában született, fiatalon Ibagué városába költöztek. Nevét James Bondról kapta.
Édesapja az Independiente Medellín játékosa volt, de édesanyja és keresztapja, Juan Carlos Restrepo voltak azok, aki gyerekkorában karrierjét igazgatták.
Kissrácként nem egy nagy sztár volt a példaképe, mint például Valderrama vagy Asprilla, hanem a Super Campeones nevű focis rajzfilm egyik karaktere.
James 2011 óta házas ember, felesége Daniela Ospina, akivel 2013-ban megszületett közös gyermekük, Salome. Daniela egyébként David Ospina testvére, aki James jó barátja és válogatott csapattársa. 2017 július 27-én bejelentette a házaspár, hogy elválnak egymástól. 2019 októberében megszületett fia, Samuel.

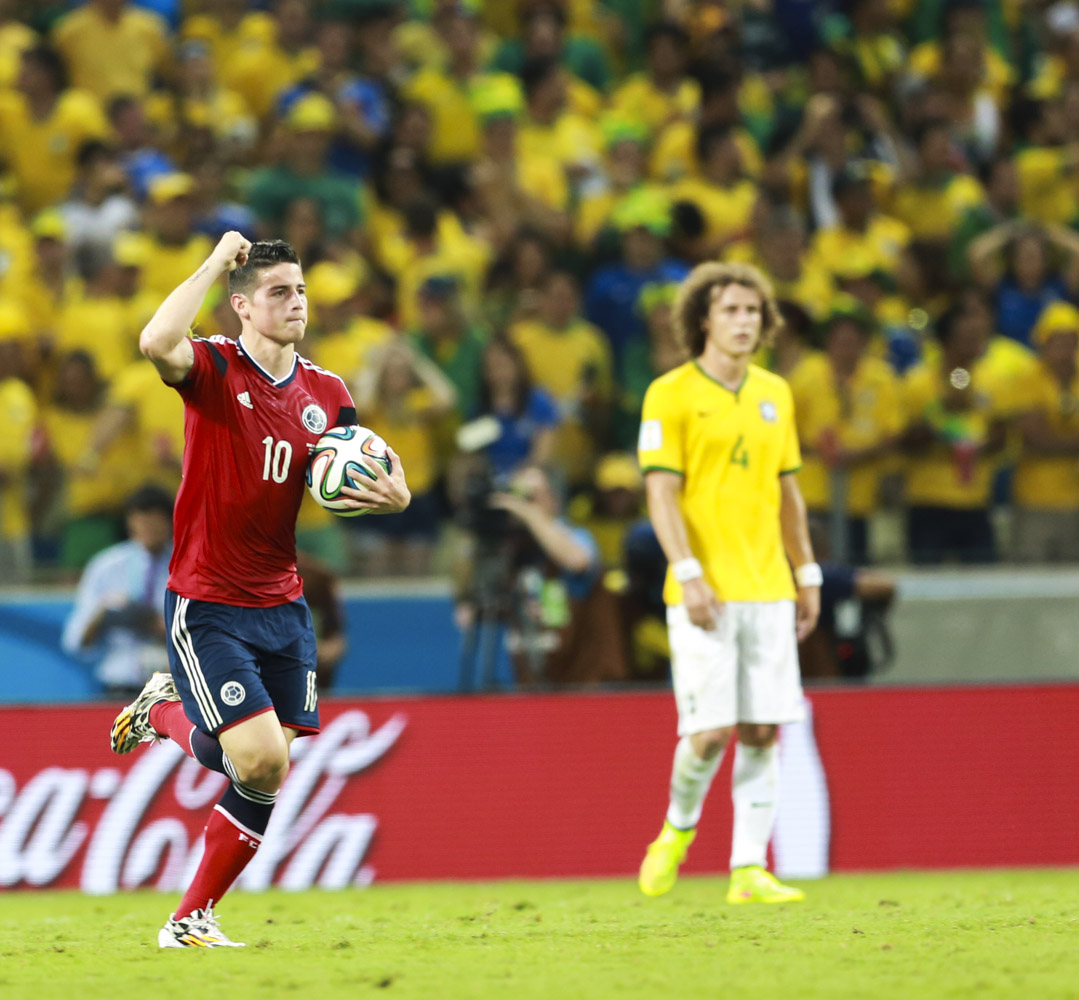

Vallásos ember, keresztény.

## Statisztikák

### Klubcsapatban
Legutóbb 2020. június 21-én
| Klub                        | Szezon         | League | League | Nemzeti kupa | Nemzeti kupa | Ligakupa | Ligakupa | Nemzetközi kupa | Nemzetközi kupa | Egyéb | Egyéb | Összesen | Összesen |
| Klub                        | Szezon         | Mérk.  | Gólok  | Mérk.        | Gólok        | Mérk.    | Gólok    | Mérk.           | Gólok           | Mérk. | Gólok | Mérk.    | Gólok    |
| --------------------------- | -------------- | ------ | ------ | ------------ | ------------ | -------- | -------- | --------------- | --------------- | ----- | ----- | -------- | -------- |
| Envigado                    | 2007           | 8      | 0      | —            | —            | —        | —        | —               | —               | —     | —     | 8        | 0        |
| Envigado                    | 2008           | 22     | 9      | —            | —            | —        | —        | —               | —               | —     | —     | 22       | 9        |
| Envigado                    | Összesen       | 30     | 9      | —            | —            | —        | —        | —               | —               | —     | —     | 30       | 9        |
| Banfield                    | 2008–09        | 11     | 1      | —            | —            | —        | —        | —               | —               | —     | —     | 11       | 1        |
| Banfield                    | 2009–10        | 30     | 4      | —            | —            | —        | —        | 8               | 5               | —     | —     | 38       | 9        |
| Banfield                    | Összesen       | 41     | 5      | —            | —            | —        | —        | 8               | 5               | —     | —     | 49       | 10       |
| Porto                       | 2010–11        | 15     | 2      | 5            | 3            | 2        | 0        | 9               | 1               | —     | —     | 31       | 6        |
| Porto                       | 2011–12        | 26     | 13     | 1            | 0            | 3        | 0        | 8               | 1               | —     | —     | 38       | 14       |
| Porto                       | 2012–13        | 24     | 10     | 2            | 0            | 3        | 1        | 8               | 1               | 1     | 0     | 38       | 12       |
| Porto                       | Összesen       | 65     | 25     | 8            | 3            | 8        | 1        | 25              | 3               | 1     | 0     | 107      | 32       |
| Monaco                      | 2013–14        | 34     | 9      | 3            | 1            | 1        | 0        | —               | —               | —     | —     | 38       | 10       |
| Real Madrid                 | 2014–15        | 29     | 13     | 4            | 2            | —        | —        | 9               | 1               | 4     | 1     | 46       | 17       |
| Real Madrid                 | 2015–16        | 26     | 7      | 1            | 0            | —        | —        | 5               | 1               | —     | —     | 32       | 8        |
| Real Madrid                 | 2016–17        | 22     | 8      | 3            | 3            | —        | —        | 6               | 0               | 2     | 0     | 33       | 11       |
| Real Madrid                 | 2019–20        | 8      | 1      | 3            | 0            | —        | —        | 2               | 0               | 1     | 0     | 14       | 1        |
| Real Madrid                 | Összesen       | 85     | 29     | 10           | 5            | —        | —        | 22              | 2               | 7     | 1     | 125      | 37       |
| Bayern München (kölcsönben) | 2017–18        | 23     | 7      | 4            | 0            | —        | —        | 12              | 1               | 0     | 0     | 39       | 8        |
| Bayern München (kölcsönben) | 2018–19        | 20     | 7      | 3            | 0            | —        | —        | 5               | 0               | 0     | 0     | 28       | 7        |
| Bayern München (kölcsönben) | Összesen       | 43     | 14     | 7            | 0            | —        | —        | 17              | 1               | 0     | 0     | 67       | 15       |
| Teljes karrier              | Teljes karrier | 299    | 91     | 29           | 9            | 9        | 1        | 71              | 11              | 8     | 1     | 416      | 113      |

### A válogatottban
2019. június 28-án lett frissítve.
| Kolumbia | Kolumbia | Kolumbia |
| Év       | Mérk.    | Gólok    |
| -------- | -------- | -------- |
| 2011     | 3        | 0        |
| 2012     | 7        | 2        |
| 2013     | 10       | 1        |
| 2014     | 12       | 9        |
| 2015     | 8        | 1        |
| 2016     | 12       | 4        |
| 2017     | 8        | 4        |
| 2018     | 8        | 1        |
| 2019     | 8        | 0        |
| Összesen | 76       | 22       |

### Góljai a válogatottban
|     | Időpont                        | Helyszín                                                       | Ellenfél         | Gólok | Eredmény | Kiírás                                     |
| --- | ------------------------------ | -------------------------------------------------------------- | ---------------- | ----- | -------- | ------------------------------------------ |
| 1.  | 2012. június 3.                | Estadio Nacional, Lima, Peru                                   | Peru             | 1–0   | 1–0      | 2014-es labdarúgó-világbajnokság-selejtező |
| 2.  | 2012. szeptember 11.           | Estadio Monumental David Arellano, Santiago, Chile             | Chile            | 1–1   | 3–1      | 2014-es labdarúgó-világbajnokság-selejtező |
| 3.  | 2013. szeptember 6.            | Estadio Metropolitano Roberto Meléndez, Barranquilla, Kolumbia | Ecuador          | 1–0   | 1–0      | 2014-es labdarúgó-világbajnokság-selejtező |
| 4.  | 2014. március 5.               | Estadi Cornellà-El Prat, Barcelona, Spanyolország              | Tunézia          | 1–0   | 1–1      | Barátságos mérkőzés                        |
| 5.  | 2014. június 6.                | Estadio Nuevo Gasómetro, Buenos Aires, Argentína               | Jordánia         | 1–0   | 3–0      | Barátságos mérkőzés                        |
| 6.  | 2014. június 14.               | Estádio Mineirão, Belo Horizonte, Brazília                     | Görögország      | 3–0   | 3–0      | 2014-es labdarúgó-világbajnokság           |
| 7.  | 2014. június 19.               | Mané Garrincha, Brazíliaváros, Brazília                        | Elefántcsontpart | 1–0   | 2–1      | 2014-es labdarúgó-világbajnokság           |
| 8.  | 2014. június 24.               | Arena Pantanal, Cuiabá, Brazília                               | Japán            | 4–1   | 4–1      | 2014-es labdarúgó-világbajnokság           |
| 9.  | 2014. június 28.               | Maracanã, Rio de Janeiro, Brazília                             | Uruguay          | 1–0   | 2–0      | 2014-es labdarúgó-világbajnokság           |
| 10. | 2014. június 28.               | Maracanã, Rio de Janeiro, Brazília                             | Uruguay          | 2–0   | 2–0      | 2014-es labdarúgó-világbajnokság           |
| 11. | 2014. július 4.                | Estádio Castelão, Fortaleza, Brazília                          | Brazília         | 1–2   | 1–2      | 2014-es labdarúgó-világbajnokság           |
| 12. | 2014. október 14.              | Red Bull Arena, Harrison, USA                                  | Kanada           | 1–0   | 1–0      | Barátságos mérkőzés                        |
| 13. | 12 November 2015. november 12. | Estadio Nacional de Chile, Santiago, Chile                     | Chile            | 1–1   | 1–1      | 2018-as világbajnokság-selejtező           |
| 14. | 2016. március 24.              | Estadio Hernando Siles, La Paz, Bolívia                        | Bolívia          | 1–0   | 3–2      | 2018-as világbajnokság-selejtező           |
| 15. | 2016. június 3.                | Levi's Stadion, Santa Clara, Egyesült Államok                  | Egyesült Államok | 2–0   | 2–0      | Copa América Centenario                    |
| 16. | 2016. június 7.                | Rose Bowl, Pasadena, Egyesült Államok                          | Paraguay         | 2–0   | 2–1      | Copa América Centenario                    |
| 17. | 2016. szeptember 1.            | Estadio Metropolitano Roberto Meléndez, Barranquilla, Kolumbia | Venezuela        | 1–0   | 2–0      | 2018-as világbajnokság-selejtező           |
| 18. | 2017. március 23.              | Estadio Metropolitano Roberto Meléndez, Barranquilla, Kolumbia | Bolívia          | 1–0   | 1–0      | 2018-as világbajnokság-selejtező           |
| 19. | 2017. március 28.              | Estadio Olímpico Atahualpa, Quito, Ecuador                     | Ecuador          | 1–0   | 2–0      | 2018-as világbajnokság-selejtező           |
| 20. | 2017. június 13                | Coliseum Alfonso Pérez, Getafe, Spanyolország                  | Kamerun          | 1–0   | 4–0      | Barátságos mérkőzés                        |
| 21. | 2017. október 10.              | Estadio Nacional, Lima, Peru                                   | Peru             | 1–0   | 1–1      | 2018-as világbajnokság-selejtező           |
| 22. | 2018. október 11.              | Raymond James Stadium, Tampa, Egyesült Államok                 | Egyesült Államok | 1–0   | 4–2      | Barátságos mérkőzés                        |

## Sikerei, díjai
- Envigado:
  - Bajnok a másodosztályban (2007)
- Banfield:
  - Argentin bajnok (2009)
- Porto:
  - Portugál bajnok: 2011, 2012, 2013
  - Portugál kupa-győztes: 2011
  - Portugál szuperkupa-győztes: 2010, 2011, 2012
  - UEFA Európa-liga-győztes: 2011
- Real Madrid
  - Spanyol bajnok: 2019–20
  - Spanyol szuperkupa: 2019–20
  - Európai szuperkupa: 2014
  - FIFA-klubvilágbajnokság: 2014
  - UEFA-bajnokok ligája: 2015–16, 2016–2017
- Válogatott:
  - U20-as csapattal megnyerte a Touloni Ifjúsági Tornát 2011-ben
- Egyéni címek:
  - A portugál kupa 2011-es döntőjén a meccs embere lett.
  - A 2011-12-es szezonban a portugál bajnokság legjobb újonca.
  - 2012-ben kétszer is a hónap játékosa Portugáliában.
  - A portugál Record beválasztotta az év csapatába: 2012, 2013
  - A portugál O Jogo beválasztotta az év csapatába: 2012, 2013
  - Portugál Aranylabda-győztes: 2012
  - A francia bajnokság gólpassz-királya: 2013-14-es szezon
  - A francia labdarúgók szövetsége beválasztotta az év csapatába a 2013-14-es szezonban
  - Az AS Monaco év játékosa: 2013-14-es szezon alapján
  - Világbajnoki aranycipős: 2014
  - A világbajnokság all-star csapatának tagja: 2014
  - A világbajnokságon háromszor is a meccs embere: Görögország, Elefántcsontpart, Uruguay ellen.
  - A világbajnokság legszebb gólja: 2014 (Uruguay ellen)
  - Puskás-díj: 2014
  - La Liga szezon csapata 2014-15